# Europese kampioenschappen powerlifting 1996 (heren)
De Europese kampioenschappen powerlifting 1996 voor heren waren door de European Powerlifting Federation (EPF) georganiseerde kampioenschappen voor powerlifters. De 19e editie van de Europese kampioenschappen vond plaats in het Hongaarse Siófok van 16 tot en met 19 mei 1996.

## Uitslagen
| klasse   | Goud               | Zilver             | Brons                      |
| -------- | ------------------ | ------------------ | -------------------------- |
| -52 kg   | Andrzej Stanaszek  | Roy Brandtzæg      | Yaroslav Chopovskiy        |
| -56 kg   | Konstantin Pavlov  | Ivelin Petrov      | Patrick Legard             |
| -60 kg   | Wim Elyn           | Alexey Sidorov     | Gary Simes                 |
| -67,5 kg | Viktor Baranov     | Rodney Hypolite    | Jan Wilczyński             |
| -75 kg   | Per Berglund       | Dmytro Solovyov    | Sirazhutdin Bazaev         |
| -82,5 kg | Roman Szymkowiak   | Peter Theuser      | Alexander Korotchenkov     |
| -90 kg   | Janne Toivanen     | Alexander Dekhanov | Erik Stiklestad            |
| -100 kg  | Vladimir Markovsky | Jörgen Ljungberg   | Carl Olav Christoffersen   |
| -110 kg  | Alexey Gankov      | Volodymyr Ivanenko | Nikolai Platoshechkin      |
| -125 kg  | Victor Naleykin    | Sturla Davidsen    | Leopold Krendl             |
| +125 kg  | Yuriy Spinov       | Rif Gadiev         | Corry Van Jansen Jorksveld |

ld